# Waslah
Une waṣla (en arabe وَصْلَة, pluriel وَصَلَات waṣalāt) est, selon le musicologue marocain Azzouz El Houri un mode très connu de la musique arabo-andalouse. Le mot signifie « ouverture musicale ».